# Altopiano Shan

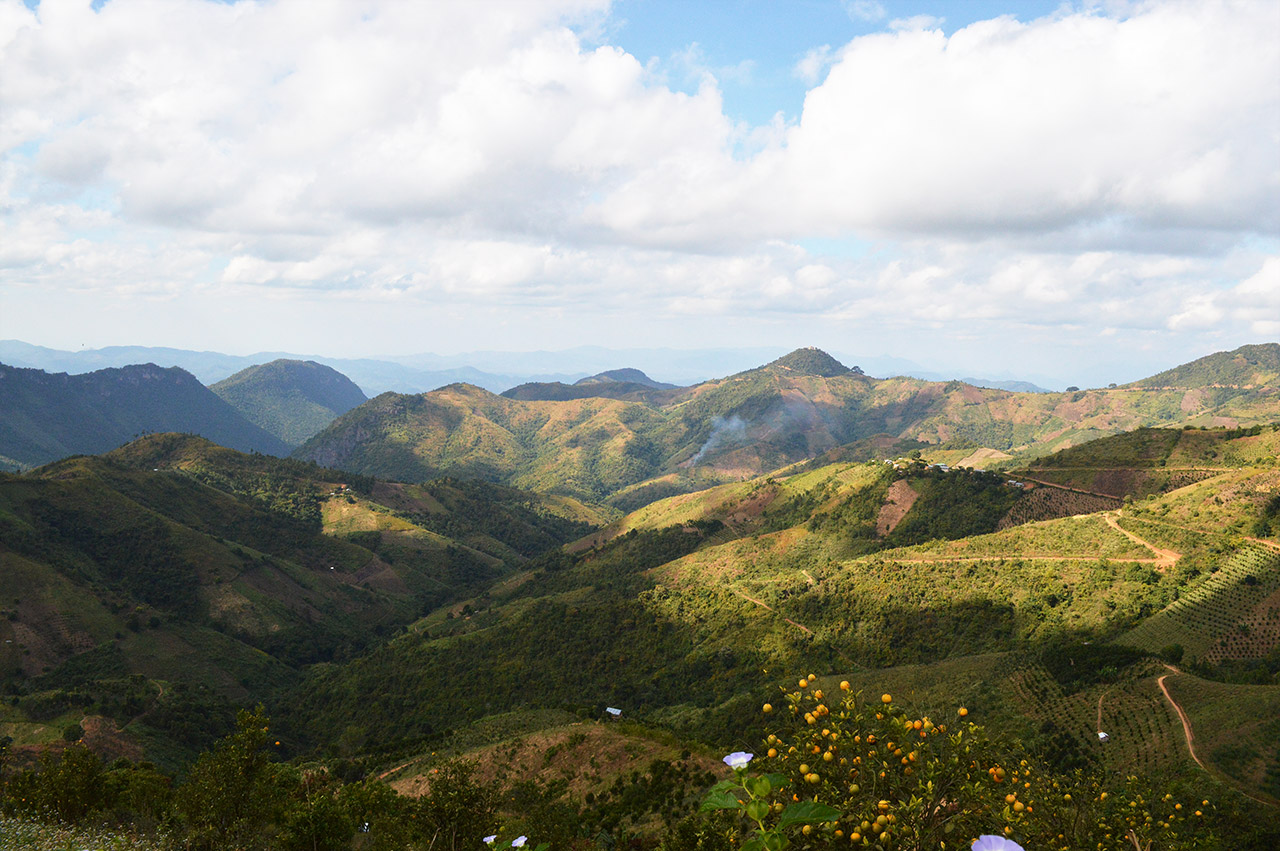
Panorama dell'altopiano

L'altopiano Shan (in birmano: ရှမ်းရိုးမ; in thailandese ฉานโยมา, Chan Yoma) fa parte del sistema montuoso indomalese; costituisce la parte orientale della Birmania, la zona occidentale della Thailandia del Nord e lambisce la parte più occidentale della provincia cinese dello Yunnan. È chiamato anche altopiano degli shan, il gruppo etnico che costituisce la maggior parte dei suoi abitanti, stanziati soprattutto nello Stato Shan di Birmania.
È attraversato da alcune catene montuose che si susseguono e che hanno un'altitudine media compresa tra i 1.200 e i 1.500 metri, con alcune montagne che superano i 2.400 metri. Le sue vette sono tra le più alte del Sud-est asiatico, la più alta è il Loi Leng, con 2.673 metri di altezza; altre vette importanti sono il Mong Ling Shan (2.641 metri), il Doi Inthanon, che con i suoi 2.565 metri è la più alta della Thailandia, e il Loi Pangnao, (2.563 metri).
La parte orientale è attraversata dal fiume Saluen, che forma un lungo canyon con profonde gole alte fino a 1.200 metri, mentre il confine a ovest è segnato dall'alto corso dell'Irrawaddy. Nella parte settentrionale l'altopiano è collegato con i monti Kachin e verso sud la piana del basso Saluen lo separa dai monti del Tenasserim, la catena che forma la spina dorsale della penisola malese. L'altitudine media dell'altopiano è tra i 750 e 1200 metri.
Le catene sono inframmezzate da colline che erano in passato coperte da fitte foreste, in gran parte sparite per l'estensiva pratica del debbio da parte dei locali abitanti. Le valli dell'altopiano sono erbose e coltivate con il riso. Le rocce nella zona settentrionale sono ricche di rubini, zaffiri e altre pietre preziose per le quali la Birmania è da lungo tempo famosa. L'altopiano è la principale fonte di piombo, zinco e argento per la Birmania. È inoltre una delle maggiori aree dove si trovano foreste di teak.